# اوا گوژلاک-جیدوخ
اِوا گوژلاک-جیدوخ (لهستانی: Ewa Gorzelak-Dziduch؛ ‏ [ˈɛva ɡɔˈʐɛlak ˈd͡ʑidux]؛ ‏ زادهٔ ۳ نوامبر ۱۹۷۴) بازیگر اهل لهستان است.
از فیلم‌ها یا مجموعه‌های تلویزیونی که وی در آن‌ها نقش داشته است، می‌توان به ع چون عشق، در خوشی و سختی، پدر متیو و در خیابان سپولنی اشاره نمود.